# Никола Беровски
Никола Беровски (на македонска литературна норма: Никола Беровски) е македонски национален деец и учител, работил в областта Мала Преспа. Автор е на учебници на македонски литературен език за албанските граждани, обявяващи се за македонци в етнически смисъл.